# Villa Rica (Cauca)
Villa Rica es un municipio colombiano situado al norte del departamento del Cauca. Su temperatura media es cálida (25 °C), ya que el terreno de la región se caracteriza por ser en su totalidad plano (970 m s. n. m.). Como consecuencia ante esto, hace de Villa Rica una zona dedicada a la agricultura y se cultivan productos como caña de azúcar, frutas, verduras, etc.
Junto con Puerto Tejada hace parte del Área metropolitana del Sur Occidente de Colombia

## Geografía
El municipio de Villa Rica está ubicado al nororiente del departamento del Cauca, dista 112 kilómetros de Popayán la capital del departamento y a 20 kilómetros de Cali. El casco urbano de Villarrica tiene las siguientes coordenadas geográficas : 
Norte ( x ) 842.500 
Sur ( y ) 1068.500 
Villarrica se encuentra a una altitud de 982 metros sobre el nivel del mar , tiene una temperatura promedio de 23 °C y una extensión de 74,3 kilómetros cuadrados. 
El relieve del municipio es totalmente plano y sus tierras corresponden al piso térmico cálido. 
La precipitación media del municipio es de 1850 mm por año. Con lluvias altas en los meses de octubre, diciembre y marzo y un periodo seco en los meses de junio, julio y agosto. 
Villarrica limita al norte con el departamento del Valle del Cauca, al sur con los municipios de Santander de Quilichao y Caloto, al occidente con el departamento del Valle del Cauca y al oriente con los municipios de Puerto Tejada y Caloto. 
En cuanto a los recursos hídricos el municipio cuenta con el río Cauca , el río Palo y las siguientes quebradas: La Vieja , Tabla, La Quebrada , saladillo y Potoco.

## Límites del municipio
Norte: Puerto Tejada
Occidente: Jamundí
Sur: Santander de Quilichao
Oriente: Caloto
- Extensión total: 74,3 km²
- Altitud de la cabecera municipal (metros sobre el nivel del mar): 982 m s. n. m.
- Temperatura media: 27 °C
- Distancia de referencia: 112 km a POPAYAN, 40 km a CALI
- Mapas: acceda a la sección de mapas

## División Político-Administrativa
Además de su Cabecera municipal. Villa Rica tiene bajo su jurisdicción los siguientes Centros poblados o veredas:
- Juan Ignacio (Corregimiento)
- Agua Azul
- Primavera
- Chalo
- Cantarito

## Ecología
El Municipio de Villarrica tiene una gran diversidad en su cobertura vegetal y usos del suelo favorecidos con bondad por contar con tres pisos térmicos, por lo cual se puede decir que su vocación es agropecuaria, el 44.26% de su territorio equivalente a 22.196 ha están dedicadas a cultivos agrícolas

## Economía
Las actividades económicas de mayor importancia son la agricultura, y contamos con parques industriales a los alrededores. Los principales cultivos son maíz, plátano y caña de azúcar. 
En un futuro inmediato (transcurso del 2018), se espera un gran auge económico y turístico para Villarrica, debido a la construcción de un templo bahá'í.

## Vías de comunicación

### Terrestres
Las vías primarias son de Villa Rica - Santander de Quilichao, Villa Rica - Jamundi, Villa Rica - Cali "valle", Villa Rica - Puerto Tejada, Villa Rica - Popayán
Hoy Villa Rica cuenta con casi 15.000 habitantes y ha logrado mejorar sus necesidades básicas en los servicios de alcantarillado, acueducto y energía, logrando así mismo mejorar su calidad de vida mediante la pavimentación de sus principales vías.

## Servicios públicos
- Energía Eléctrica: Compañía Energética de Occidente, es la empresa prestadora del servicio de energía eléctrica.
- Gas Natural: Gases de Occidente, es la empresa distribuidora y comercializadora de gas natural en el municipio.